# Дреновац (Шабац)
Дреновац је насеље у Србији у општини Шабац у Мачванском округу. Према попису из 2022. било је 1576 становника.
Овде се налази Црква Вазнесења Господњег у Дреновцу.

## Галерија
- Сеоска школа
- Црква Вазнесења Господњег
- Црква Вазнесења Господњег
- Споменик палим борцима 1941-1945.
- Дом културе

## Демографија
У насељу Дреновац живи 1878 пунолетних становника, а просечна старост становништва износи 41,3 година (40,5 код мушкараца и 42,1 код жена). У насељу има 791 домаћинство, а просечан број чланова по домаћинству је 2,96.
Ово насеље је великим делом насељено Србима (према попису из 2002. године), а у последња три пописа, примећен је пад у броју становника.
|  |

| Демографија | Демографија | Демографија |
| Година      | Становника  | Становника  |
| ----------- | ----------- | ----------- |
| 1948.       | 3.092       |             |
| 1953.       | 3.207       |             |
| 1961.       | 3.083       |             |
| 1971.       | 2.810       |             |
| 1981.       | 2.629       |             |
| 1991.       | 2.446       | 2.404       |
| 2002.       | 2.345       | 2.508       |

| Етнички састав према попису из 2002.‍ | Етнички састав према попису из 2002.‍ | Етнички састав према попису из 2002.‍ | Етнички састав према попису из 2002.‍ | Етнички састав према попису из 2002.‍ |
| ------------------------------------ | ------------------------------------ | ------------------------------------ | ------------------------------------ | ------------------------------------ |
|                                      |                                      |                                      |                                      |                                      |
| Срби                                 | Срби                                 |                                      | 2.260                                | 96,37%                               |
| Роми                                 | Роми                                 |                                      | 10                                   | 0,42%                                |
| Хрвати                               | Хрвати                               |                                      | 3                                    | 0,12%                                |
| Муслимани                            | Муслимани                            |                                      | 3                                    | 0,12%                                |
| Југословени                          | Југословени                          |                                      | 3                                    | 0,12%                                |
| Румуни                               | Румуни                               |                                      | 2                                    | 0,08%                                |
| Македонци                            | Македонци                            |                                      | 1                                    | 0,04%                                |
| непознато                            | непознато                            |                                      | 53                                   | 2,26%                                |

| Година пописа     | 1948. | 1953. | 1961. | 1971. | 1981. | 1991. | 2002. |
| ----------------- | ----- | ----- | ----- | ----- | ----- | ----- | ----- |
| Број домаћинстава | 596   | 661   | 692   | 699   | 715   | 676   | 791   |

| Број чланова      | 1   | 2   | 3   | 4   | 5  | 6  | 7 | 8 | 9 | 10 и више | Просек |
| ----------------- | --- | --- | --- | --- | -- | -- | - | - | - | --------- | ------ |
| Број домаћинстава | 151 | 209 | 158 | 147 | 65 | 47 | 8 | 5 | 0 | 1         | 2,96   |

| Пол    | Укупно | Неожењен/Неудата | Ожењен/Удата | Удовац/Удовица | Разведен/Разведена | Непознато |
| ------ | ------ | ---------------- | ------------ | -------------- | ------------------ | --------- |
| Мушки  | 968    | 260              | 611          | 67             | 26                 | 4         |
| Женски | 976    | 163              | 606          | 182            | 23                 | 2         |
| УКУПНО | 1.944  | 423              | 1.217        | 249            | 49                 | 6         |

| Пол    | Укупно                    | Пољопривреда, лов и шумарство | Рибарство                            | Вађење руде и камена | Прерађивачка индустрија       |
| ------ | ------------------------- | ----------------------------- | ------------------------------------ | -------------------- | ----------------------------- |
| Мушки  | 642                       | 451                           | 0                                    | 0                    | 89                            |
| Женски | 353                       | 286                           | 0                                    | 0                    | 10                            |
| УКУПНО | 995                       | 737                           | 0                                    | 0                    | 99                            |
| Пол    | Производња и снабдевање   | Грађевинарство                | Трговина                             | Хотели и ресторани   | Саобраћај, складиштење и везе |
| Мушки  | 1                         | 12                            | 19                                   | 0                    | 10                            |
| Женски | 0                         | 0                             | 24                                   | 2                    | 1                             |
| УКУПНО | 1                         | 12                            | 43                                   | 2                    | 11                            |
| Пол    | Финансијско посредовање   | Некретнине                    | Државна управа и одбрана             | Образовање           | Здравствени и социјални рад   |
| Мушки  | 1                         | 2                             | 3                                    | 7                    | 4                             |
| Женски | 0                         | 0                             | 4                                    | 9                    | 8                             |
| УКУПНО | 1                         | 2                             | 7                                    | 16                   | 12                            |
| Пол    | Остале услужне активности | Приватна домаћинства          | Екстериторијалне организације и тела | Непознато            | Непознато                     |
| Мушки  | 11                        | 0                             | 0                                    | 32                   | 32                            |
| Женски | 2                         | 0                             | 0                                    | 7                    | 7                             |
| УКУПНО | 13                        | 0                             | 0                                    | 39                   | 39                            |